# Tom Clancy’s Ghost Recon (игра, 2010)
Tom Clancy’s Ghost Recon Wii — игра в стиле тактический шутер, разработанный Next Level Games и изданный Ubisoft для Wii в ноябре 2010 года.

## Геймплей
«Призраки» Хиббард и Бут были внедрены в Москву и отделены от остальной части их команды. Теперь они должны действовать как команда из двух человек, полагаясь на разведданные местной милиции, чтобы добраться до своей цели в городе, напичканном врагами. Поскольку число явно не в их пользу, им необходимо будет использовать современное оружие и тренировки, чтобы уравнять свои шансы.
Первая из франшизы игра Ghost Recon, настроенная для контроллера Wii, предлагает эксклюзивный опыт ведения войны. Игроки могут сыграть в соло или работать с другим игроком в 12 миссиях с высокой интенсивностью боя, тактической инфильтрации и неожиданных моментов, начиная от деревень Норвегии и продвигаясь к улицам Москвы.

## Оценки
| Сводный рейтинг | Сводный рейтинг |
| Агрегатор       | Оценка          |
| --------------- | --------------- |
| GameRankings    | 46,87 %         |

Tom Clancy’s Ghost Recon получил отрицательные отзывы. Совокупный балл составляет 46,87% для GameRankings и 46/100 для Metacritic.